# Culicoides calloti
Culicoides calloti är en tvåvingeart som beskrevs av Kremer, Delecolle och Bailly-choumara 1979. Culicoides calloti ingår i släktet Culicoides och familjen svidknott.
Artens utbredningsområde är Marocko. Inga underarter finns listade i Catalogue of Life.